# Бранко Жежељ
Бранко Жежељ (Бенковац, 14. март 1910 — Београд, 20. фебруар 1995) био је грађевински инжењер, конструктор и иноватор, професор универзитета, учесник Народноослободилачке борбе и академик. Жежељ је био члан САНУ и АНУБИХ и добитник највиших домаћих и међународних признања.

## Биографија
Бранко је средњу школу завршио у Сплиту а факултетско образовање стекао на Техничком факултету, грађевински одсек, у Београду. Дипломирао је 1932. године чиме је стекао звање дипломираног грађевинског инжењера. Запослио се као инжењер-пројектант у Министарству грађевина - Одсек за мостове. С тог места постављен је 1938. за професора Средње техничке школе у Београду. Други светски рат, 1941 — 1945, провео је у немачком заробљеништву, а 1944. успео је побећи из логора и укључити се у НОБ. После рата, од 1945. до 1948. постављен је за шефа Одсека за мостове Савезног министарства грађевина. Од 1948. па до 1953. био је директор Савезног грађевинског института. Године 1966. изабран је за председника Научног савета Института за испитивање материјала СР Србије. Као председник овог Савета, у оквиру својих редовних дужности, руководио је научноистраживачким радом. Изабран је, по позиву, за редовног професора Грађевинског факултета у Београду, и (1968) за редовног члана САНУ. Биран је за дописног члана АНУБиХ. Као професор држао је наставу на постдипломским студијама на Грађевинском факултету Универзитета у Београду. Био је гостујући предавач на међународним конгресима и другим скуповима, као и на универзитетима у Лондону, Москви, Лењинграду, Њујорку, Кијеву, Милану, Паризу, Прагу, Риму, Атини, Будимпешти, Софији, Хавани и другде.
Жежељ је био протагониста примене преднапрегнутог бетона и оснивач Опитне станице за преднапрегнути бетон у Југославији. Радећи на фундаменталној проблематици бетонских реакторских судова под притиском, веома успешно се ангажовао на конструкцији, преднапрезању, топлом бетону, топлом и двозидном суду. Радио је на развијању своје замисли изградње великих гредних мостова без употребе скеле.
„Бетон има своје ћуди, пропиње се, отима се, не да се. Али је ваше да га зауставите, да га покорите, да све буде како ви хоћете и да доживите оно што доживи вешти коњаник у седлу: фини осећај угодности и супериорности...“, говорио је Жежељ. (Биографија и библиографија, Годишњак САНУ 1991)
Поменутом опитном станицом и постигнутим успесима утицао је на упознавање и популарисање тога система градње у Југославији. Његова оригинална котва и преса за преднапрезање нашле су широку примену у пракси. После првог моста од преднапрегнутог бетона преко Смаилске реке код Краљева, и касније више великих мостова изведених у истој техници, настали су, за то време, по димензијама рекордери у свету: мост на Тиси код Титела, на Дунаву код Новог Сада и код Бешке. Касније су по тој Жежељовој технологији грађени бројни значајни мостови у свету. Поред мостова, његови су патенти нашли широку примену и код изградње великих хала. Неки његови објекти су ушли у уџбенике и монографије у многим земљама. Укратко, пројектовање и градња били су Жежељев живот. По струци инжењер-конструктор, по животној пракси истраживач, по склоностима проналазач.
Патентирао је у заштитио више оригиналних решења, нпр. Префабрикована скелетна конструкција од преднапрегнутог бетона, Уређај за укотвљавање челичних жица код преднапрезања бетонских елемената, Поступак за бетонирање гредних мостова без употребе скеле, Поступак за производњу округлих бетонских стубова. и др. Заштита наведених патената важила је у Југославији и многим другим државама.
Бранко Жежељ познат је по мостовима. Жежељев мост у Новом Саду срушен је у НАТО бомбардовању СРЈ 1999. године, а био је део препознатљиве визуре Новог Сада. Пројектовао је и Мост код Бешке дужине 2.250 метара. На Конгресу светског удружења за преднапрезање, у Риму 1960. године, његови лучни мостови без скела и тзв. преднапрезање земљишта на опорцима лукова проглашени су за изузетне новине у грађењу мостова.

## Руководилац
Био је руководилац Одсека за мостове у оквиру Министарства грађевина ФНРЈ; од 1948 директор Института за испитивање материјала; од 1951. директор савезног Института за грађевинарство ФНРЈ; од 1952. заменик руководиоца Института за испитивање материјала САНУ; од 1953. директор Института за испитивање материјала НР Србије.

## Пројектант
Дао је 30-так оригиналних патентираних решења и пројектовао преко 60 објеката. Уз архитекте Милорада Пантовића и инжењера Милана Крстића пројектовао је Београдски сајам, чија је Хала 1 са куполом распона 97,5 метара 1957. изграђена дотад непримењеним техникама претходне фабрикације, уз употребу такозваног преднапрегнутог бетона. Бранко Жежељ је познат по мостовима. Жежељев мост, део препознатљиве визуре Новог Сада, срушен је током агресије НАТО пакта 1999. Пројектовао је и мост код Бешке дужине 2.250 метара. На конгресу Светског удружења за преднапрезање, у Риму 1960. године, његови „лучни мостови без скела“ и тзв. „преднапрезање земљишта“ на опорцима лукова, проглашени су за изузетне новине у грађењу мостова.